# Greve in Chianti
Greve in Chianti – miejscowość i gmina we Włoszech, w regionie Toskania, w prowincji Florencja.
Według danych na rok 2004 gminę zamieszkiwało 12 701 osób, 75,2 os./km².